# The Deacon's Daughter
The Deacon's Daughter è un cortometraggio muto del 1910 diretto da Sidney Olcott, protagonista del film insieme ad Alice Joyce (dubbioso), qui al suo debutto sullo schermo.

## Produzione
La Kalem Company produsse il film nel 1910.

## Distribuzione
Il film - un cortometraggio in una bobina - fu distribuito dalla Kalem Company  e uscì in sala il 7 gennaio 1910. Fu recensito con il titoloThe Minister's Daughter.